# Vaseno
Vaseno este o localitate din comuna Kamnik, Slovenia, cu o populație de 27 de locuitori.